# Pfarrkirche Langkampfen

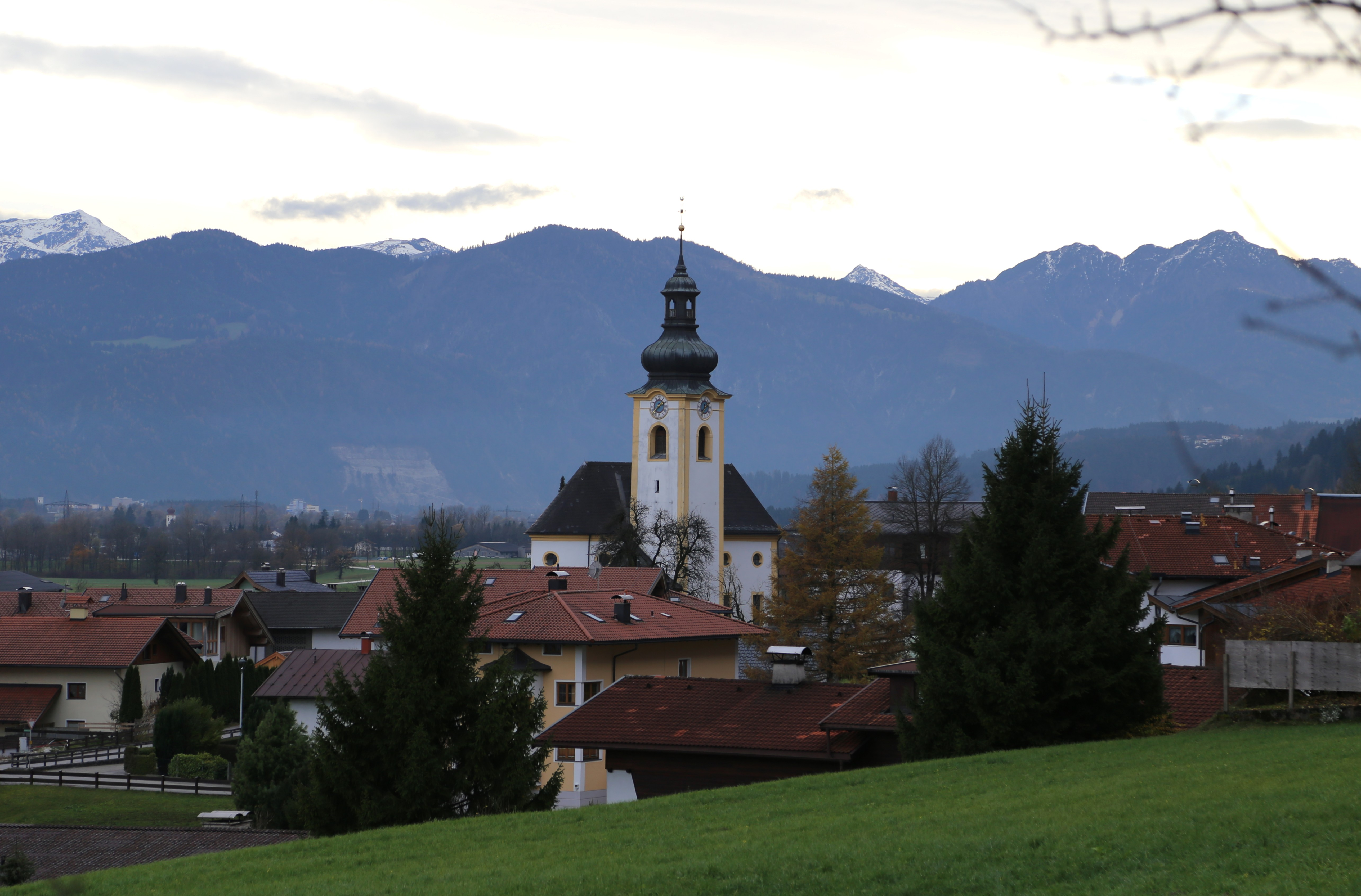
Katholische Pfarrkirche hl. Ursula in Langkampfen

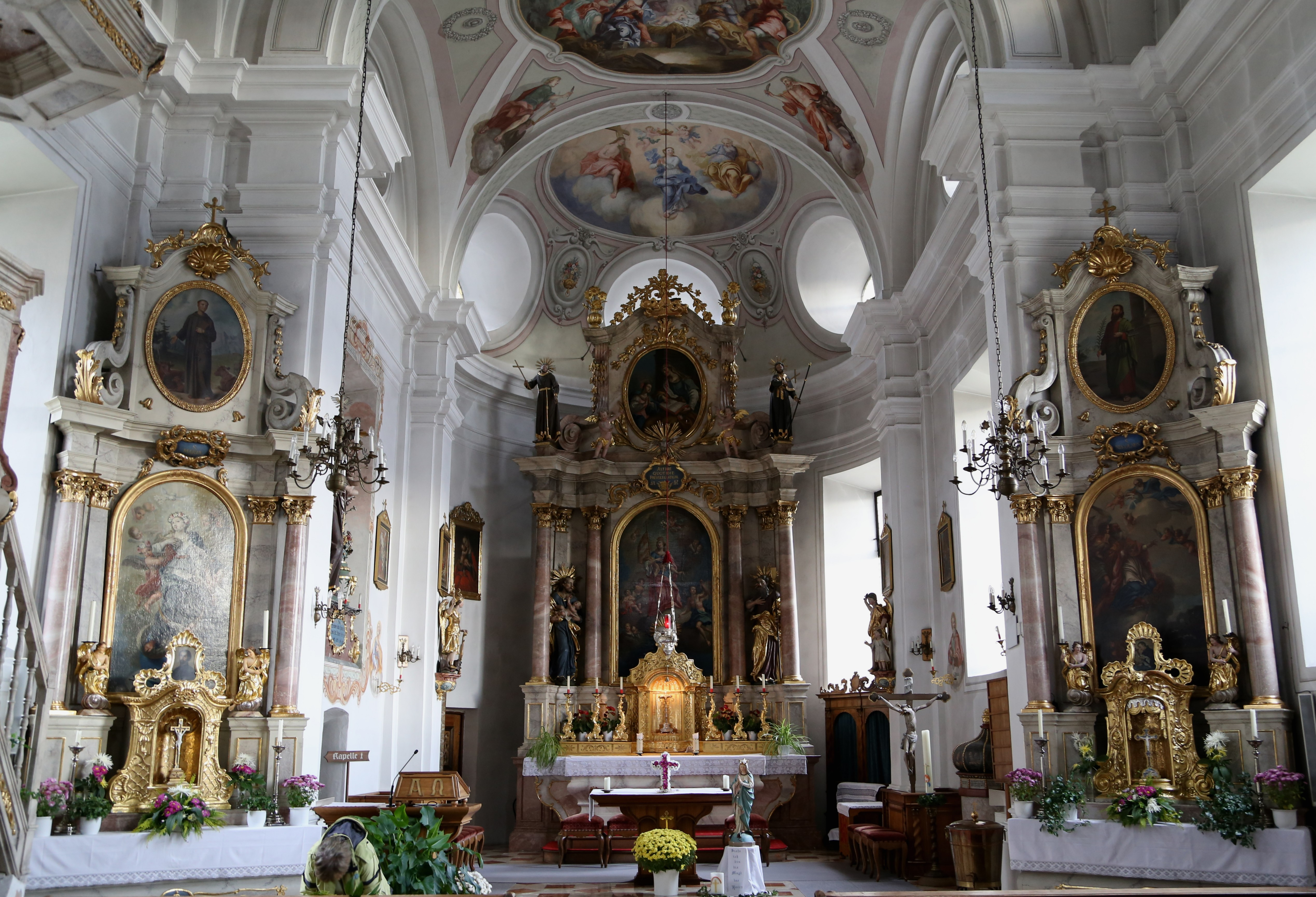
Langhaus, Blick zum Chor

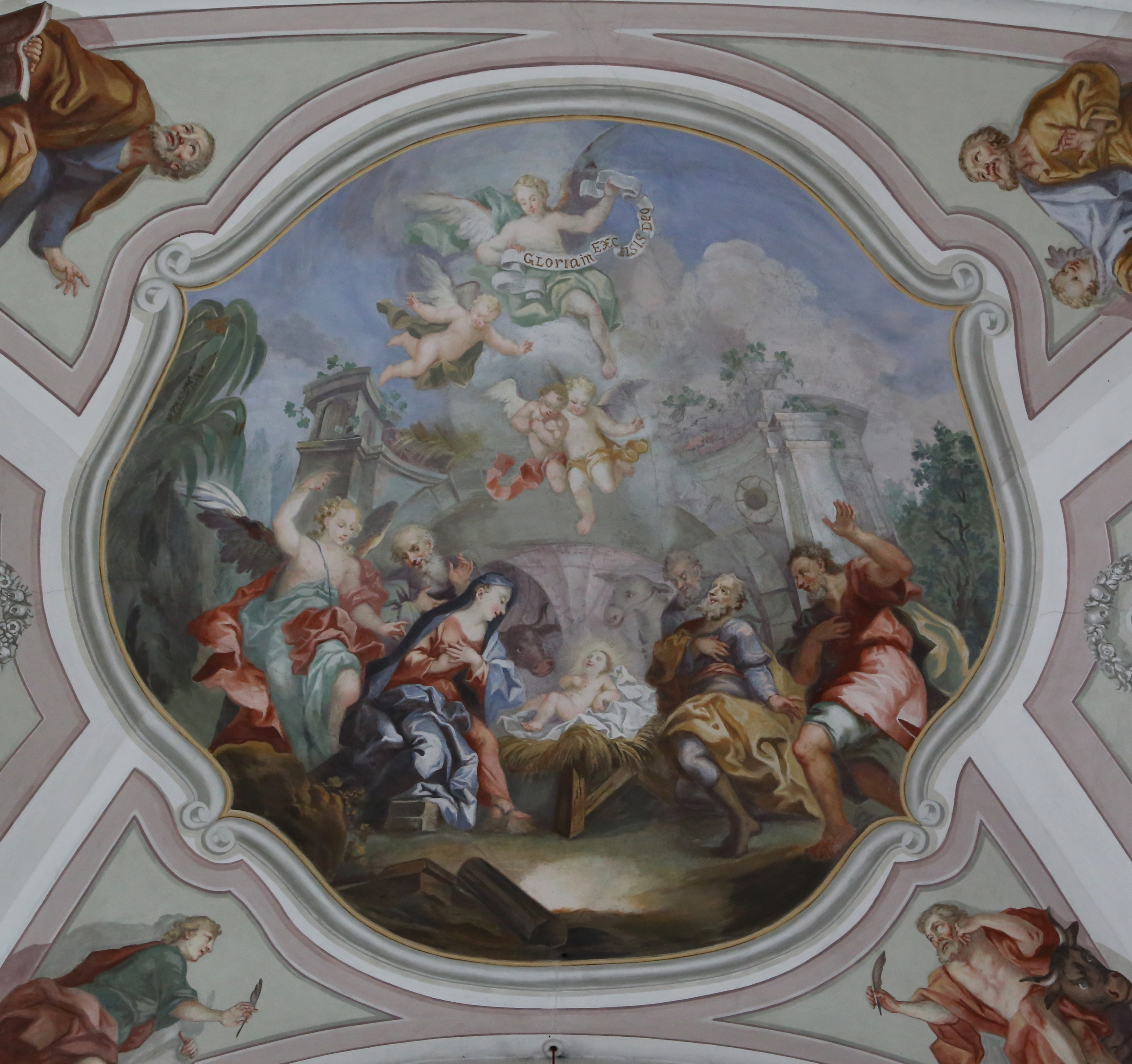
Deckenmalerei

Die Pfarrkirche Langkampfen steht in der Ortschaft Unterlangkampfen in der Gemeinde Langkampfen im Bezirk Kufstein im Bundesland Tirol. Die auf die heilige Ursula von Köln geweihte römisch-katholische Pfarrkirche gehört zum Dekanat Kufstein der Erzdiözese Salzburg. Die Kirche und der Friedhof stehen unter Denkmalschutz (Listeneintrag).

## Geschichte
Eine Pfarre wurde vor 839 angenommen. Urkundlich wurde 1276 ein Pfarrer genannt. 1315 wurde eine Kirche genannt. Durch ein Grabung wurden zwei Vorgängerbauten aus dem 13. Jahrhundert und aus dem 15. Jahrhundert gesichert. Die heutige Kirche wurde 1720/1721 nach den Plänen des Architekten Wolfgang Dienzenhofer erbaut. Die Kirche wurde 1723 geweiht. 1972 war eine Restaurierung.

## Architektur
Der im Kern mittelalterliche barockisierte Kirchenbau mit einem Nordturm ist von einem Friedhof umgeben.
Das Kirchenäußere zeigt sich mit einer Gliederung mit Pilastern. Der eingezogene Chor mit einem runden Schluss hat einen konkaven Übergang zum Langhaus. Die Rechteckfenster haben darüber querovale Oberlichten, beim Chor in der Rundapsis Kreisfenster. Der im Kern gotische Turm nördlich des Chores hat barocke rundbogige Schallfenster und trägt einen Zwiebelhelm mit Laterne. Die Westfront zeigt über einem durchgehenden Gesims ein Giebelfeld. Das Westportal hat einen profilierten Dreieckgiebel und nennt das Jahr 1557. Die ursprüngliche Färbelung wurde 1972 freigelegt.
Das Kircheninnere zeigt ein dreijochiges Langhaus und einen einjochigen Chor mit einer Rundapsis beides unter Stichkappentonnen mit Gurten auf einem umlaufenden verkröpften Gebälk auf Pilastervorlagen. Der Triumphbogen ist rundbogig. Die zweigeschoßige Westempore zeigt Malerei an den Brüstungen, oben Ornamentmalerei um 1720 und unten Medaillons mit Heiligen im Ende des 18. Jahrhunderts.
Die Gewölbemalereien von Joseph Schmutzer aus dem vierten Viertel des 18. Jahrhunderts wurde in der Mitte des 19. Jahrhunderts übermalt und 1946/1947 freigelegt, sie zeigen im Chor Marienkrönung, Geburt Christi und in den Zwickeln die Vier Evangelisten, im Langhaus Musizierende Engel, Martyrium der hl. Ursula und in den Stichkappen die Vier Kirchenväter. Fresken im Westjoch um 1720 zeigen Margareta, Rochus und Sebastian. Apostelkreuze mit halbfigurigen Aposteln malte Sebastian Anton Defregger 1843.

## Ausstattung
Der Hochaltar aus 1727, 1787 und 1843 renoviert, zeigt das Altarbild hl. Ursula von Josef Liebherr 1786 mit den seitlichen Statuen Josef und Joachim und zeigt das Oberbild hl. Anna mit den seitlichen Statuen Franziskus und Franz Xaver. Seitlich im Chor die Konsolfiguren Michael und Raphael aus dem Ende des 18. Jahrhunderts.
Die zwei barocken Seitenaltäre, 1883 verändert, zeigen Bilder des Malers Josef Gold von 1883, links Madonna, rechts Nikolaus.
Ein lebensgroßes Kruzifix ist aus dem Ende des 17. Jahrhunderts.
Barocke Vortragestangen als Zunftstangen der Schiffbauer zeigen Schiffe und darüber Figürchen Madonna, Nikolaus und Johannes Nepomuk.
Die Orgel baute Georg Hochmuth 1843. Eine Glocke nennt Heinrich Reinhart 1604.